# Todorka Nikolova
Todorka Nikolova (in bulgaro Тодорка Николова?; Plovdiv, 9 settembre 1951) è un'ex cestista bulgara.

## Carriera
Con la Bulgaria ha disputato i Campionati europei del 1974.